# Rotten Tomatoes Movieclips
Rotten Tomatoes Movieclips (conocido anteriormente como Movieclips y Fandango Movieclips) es una compañía localizada en Venice, Los Ángeles que ofrece streaming de clips de película y tráileres de tales compañías de películas del Hollywood como Universal Pictures (incluyendo DreamWorks Animación), Walt Disney Studios (incluyendo 20th Century Studios), Metro-Goldwyn-Mayer, Paramount Pictures, Warner Bros. (Incluyendo contenido de filiales New Line Cinema y Castle Rock Entertainment), Sony Pictures (incluyendo contenido de las subsidiarias Destination Films, The Samuel Goldwyn Company, Sony Pictures Classics y Triumph Pictures) y otros estudios como Lionsgate Films y DreamWorks.

## Historia
En 2014, Movieclips fue adquirida por Fandango siendo renombrando como "Fandango Movieclips".
El 16 de octubre de 2018 (después de la adquisición de NBCUniversal y Dreamworks Animation el 22 de agosto de 2016), Fandango Movieclips publicó las dos primeras películas de Dreamworks Animation en el canal, Cómo entrenar a tu dragón y Cómo entrenar a tu dragón 2.
En 2022, Fandango Movieclips fue renombrado nuevamente ahora como "Rotten Tomatoes Movieclips".

## Clips más vistos
La siguiente tabla se enumeran los 3 vídeos más vistos de Movieclips en YouTube, con cada total redondeado a los 10 millones de visualizaciones, cargadores y fecha de carga más cercanos.
| Núm.                  | Película               | (#/#) | Nombre de clip           | Distribuidor            | Vistas | Fecha de carga         |
| --------------------- | ---------------------- | ----- | ------------------------ | ----------------------- | ------ | ---------------------- |
| 1.                    | Sing (2016)            | 7/10  | Shake it Off             | Universal Pictures      | 474M   | 24 de marzo de 2017    |
| 2.                    | Goosebumps (2015)      | 6/10  | Werewolf On Aisle 2      | Columbia (Sony Cuadros) | 440M   | 1 de diciembre de 2016 |
| 3.                    | Jennifer's Body (2009) | 2/5   | We Always Share Your Bed | 20th Century Fox        | 378M   | 12 de febrero de 2016  |
| Al 9 de marzo de 2021 |                        |       |                          |                         |        |                        |